# Novo Aeroporto Lisboa

i7
i11
i13
Der Novo Aeroporto de Lisboa (deutsch: Neuer Flughafen Lissabon, NAL) ist das Projekt eines geplanten Verkehrsflughafens im Großraum der portugiesischen Hauptstadt Lissabon. Er sollte nach dem bisherigen Stand der Planungen 2017 den alten Flughafen Lissabon-Portela ersetzen oder ergänzen. Dazu ist die Planungsgesellschaft Novo Aeroporto, SA (NAER) gegründet worden. Es war geplant, die Bauarbeiten Ende 2010 bis Anfang 2011 zu starten. Das Vorhaben wurde von der Regierung Passos Coelho wegen fehlender Finanzmittel auf unbestimmte Zeit verschoben. 2024 fiel eine Entscheidung gegen einen Standort zum Schutz von Brutvögeln. Später im Jahr 2024 wurde der Flughafenbau an einem Standort in der Nähe beschlossen.

## Geschichte
Um das steigende Flugaufkommen langfristig bewältigen zu können, wurden Planungen zur Errichtung eines neuen Flughafens außerhalb von Lissabon eingeleitet. Dabei wurden mehrere Möglichkeiten diskutiert: Ein Neubau 45 km nördlich nahe der Gemeinde Ota der Stadt Alenquer, ein Umbau des Militärflugplatzes Base Area Nr. 6 bei Samouco oder Umbau/Erweiterung des bestehenden Flughafens Portela.
Am 8. Mai 2008 wurde schließlich offiziell bekannt gegeben, dass größtenteils das Militärschießgelände Campo de Tiro Alcochete (CTA) der Força Aérea Portuguesa auf der östlichen Tejoseite nördlich von Alcochete Standort werden soll. Ausschlaggebend war unter anderem eine bereits gut vorhandene Infrastruktur, wie die Anbindung Lissabons über die Vasco-da-Gama-Brücke. Nach der Fertigstellung des neuen Flughafens soll der alte Aeroporto da Portela außer Dienst gestellt und das Gelände anderweitig genutzt werden, was allerdings noch nicht sicher ist. Die Kosten werden auf etwa 4,9 Milliarden Euro geschätzt.

## Projekt NAL
Der zukünftige Großflughafen wird im Endziel mit insgesamt 4 Start- und Landepisten mit jeweils 4.000 Meter Länge in Nord-Süd-Richtung ausgestattet, 113 Flugzeug-Parkpositionen, außerdem stehen 63 Fluggaststeige, aneinandergereiht an einem x-förmigen Terminal, den Flugpassagieren zur Verfügung. Er ist mit einer Eisenbahnverbindung über eine Zweiglinie, einerseits an die Schnellfahrstrecke Lissabon–Madrid und andererseits an die Linha do Alentejo, bei Pinhal Novo angeschlossen. Deshalb wird auch eine neue dritte Tejo-Brücke notwendig, errichtet zwischen dem Lissabonner Stadtteil Marvila und Barreiro auf der südlichen Tejo-Seite.
Mit Stand von Oktober 2010 ist wegen der Euro-Finanzkrise dieses Vorhaben jedoch derzeit zeitlich zurückgestuft worden. Trotz aller Schwierigkeiten, ist die portugiesische Regierung gegenwärtig dabei, den Planungsprozess im Hinblick auf Auftragsvergabe, Planung, Finanzierung und Exploration, fortzusetzen. Mit der Veröffentlichung einer Umsetzbarkeits-Studie vom Juni 2007 und einer Umweltverträglichkeits-Studie im Oktober 2010, wurde dazu ein erster Schritt getan.
Nachdem der, mittlerweile in Humberto Delgado umbenannte Flughafen Portela an seine Kapazitätsgrenze gekommen ist, teilte der portugiesische Infrastrukturminister Pedro Marques im Februar 2017 mit, dass der Militärflugplatz Montijo für den kommerziellen Flugbetrieb umgebaut werden solle. Als zweiter internationaler Flughafen Lissabons solle er vornehmlich für Mittelstrecken- und Billigflüge zur Verfügung stehen. Nach Verzögerungen und Rechtstreitigkeiten, untersagte die portugiesische Luftfahrtbehörde (Autoridade Nacional da Aviação Civil, ANAC) die Umnutzung des Flugplatzes, da nicht alle benachbarten Gemeinden dem zugestimmt hätten, wie es die Gesetzgebung jedoch vorsieht.